# Revolution (альбом Crematory)
Revolution  — восьмой студийный альбом германской группы Crematory, выпущенный 3 мая 2004 года на немецком лейбле Nuclear Blast. Этот альбом стал первой работой группы после трёхлетнего распада. Альбом вышел в расширенной версии в формате диджипак.

## История
После выпуска альбома Believe(2000) группа Crematory объявила о распаде и ушла со сцены на несколько лет. В 2003 году музыканты вновь собрались для записи кавера «One» группы Metallica по просьбе лейбла и вскоре при поддержке Nuclear Blast подготовили материал для «камбэк»-альбома. Новый диск получил символичное название Revolution.
Revolution занимает особое место в истории Crematory как альбом, возродивший активность группы после распада. Его выпуск ознаменовал начало «второй главы» в дискографии коллектива. Коммерчески и творчески релиз подтвердил, что группа не утратила своей аудитории: с Revolution Crematory уверенно вернулись на сцену и впоследствии продолжили регулярный выпуск студийных работ. Характерно, что именно на Revolution группа впервые настолько явно привнесла в своё звучание элементы электро-индастриала — подобная стилистика была развита и на следующих работах (вплоть до альбома Antiserum в 2014 году, где электронный подход достиг максимума)..
Альбом Revolution во многом стал логическим продолжением звучания предыдущих работ Crematory (Act Seven 1999 глда и Believe 2000 года) без резких стилевых поворотов
. Звучание Revolution было частично осовременено: тяжёлый гитарный саунд Crematory приобрёл модный для начала 2000-х «ню-металлический оттенок», сделав материал более динамичным и доступным по сравнению с Believe.
Музыка на Revolution выдержана в духе фирменного готик-метала Crematory, но с заметным индастриальным уклоном. Все характерные черты стиля группы сохранены: массивные гитарные риффы, меланхоличная клавишная атмосфера, электронные эффекты и динамичный контраст между грубым гроулингом и чистым вокалом. В отдельных треках группа усиливает электронную составляющую: например, «Open Your Eyes» и «Red Sky» построены на электронных битах и программных эффектах. Для контраста альбом завершается лиричной фортепианной балладой «Farewell Letter», отражающей более мягкую, атмосферную сторону творчества Crematory.

## Критика
На момент выхода Revolution получил смешанные отклики в музыкальной прессе. Так, портал AllMusic отметил, что название альбома оказывается обманчивым — никаких революционных перемен не произошло, Crematory фактически продолжили линию Believe, выдав крепкий, но во многом предсказуемый камбэк-альбом. Схожее мнение выразил и рецензент MetalReviews, посетовавший на недостаток новизны: по его словам, после паузы группа вернулась с тем же подходом, и даже заглавный сингл «Greed» во многом повторяет композицию «The Fallen» с предыдущей пластинки. В то же время ряд обзоров отметил безупречное производство записи и сохраняющуюся привлекательность фирменного стиля Crematory, благодаря чему Revolution смог заинтересовать как новых слушателей, так и давних поклонников.
Спустя годы альбом также оценивается неоднозначно. Часть критиков считает Revolution одним из менее удачных релизов группы, указывая на то, что некоторые черты ранних 2000-х (например, упрощённые риффы и слишком прямолинейный вокал) ныне звучат несколько устаревшими. Напротив, другие рецензенты ретроспективно хвалят Revolution как крепкую и цельную работу, подчёркивая умение Crematory сочетать мрачную атмосферу с цепкими мелодиями и «заразными» мотивами. В фанатской среде альбом также воспринимается позитивно: так, песня «Greed» со временем стала одним из самых узнаваемых и успешных «боевиков» Crematory.

## Список композиций
| №                   | Название            | Длительность |
| ------------------- | ------------------- | ------------ |
| 1.                  | «Resurrection»      | 03:03        |
| 2.                  | «Wake Up»           | 03:03        |
| 3.                  | «Greed»             | 04:47        |
| 4.                  | «Reign of Fear»     | 04:36        |
| 5.                  | «Open Your Eyes»    | 04:15        |
| 6.                  | «Tick Tack»         | 03:59        |
| 7.                  | «Angel of Fate»     | 05:02        |
| 8.                  | «Solitary Psycho»   | 03:05        |
| 9.                  | «Revolution»        | 03:27        |
| 10.                 | «Human Blood»       | 03:25        |
| 11.                 | «Red Sky»           | 04:16        |
| 12.                 | «Farewell Letter»   | 03:44        |
| Общая длительность: | Общая длительность: | 46:42        |

## Участники записи
- Gerhard «Felix» Stass — вокал
- Matthias Hechler — вокал, гитара
- Katrin Jüllich — клавишные и программирование
- Harald Heine — бас
- Markus Jüllich — ударные

### Дополнительный персонал
- Hady Müller — фотограф
- Kristian Kohlmannslehner — программирование
- Jürgen «Luski» Lusky — мастеринг
- Gerhard Magin — сведение
- Raimond Neck — дизайн обложки